# Волверс, Клаудия
Клаудия Волверс (нидерл. Claudia Wolvers; род.20 апреля 1973 года в Лейдене, провинция Южная Голландия) — нидерландская конькобежка, специализирующаяся в шорт-треке. Двукратный призёр чемпионатов мира по шорт-треку.

## Спортивная карьера
Клаудия Волверс в 1983 году стала серебряным призёром на Кубке Фрисландии по шорт-треку среди девочек младшей группы, а в 1986 году стала третьей на национальном чемпионате среди юниорок. В 1989 году вошла в состав национальной сборной и сразу на чемпионате мира в Солихалле выиграла серебро в эстафете вместе с Моник Велзебур, Жоэль ван Кутсвелд, Аней ван дер Пул, Присциллой Эрнст. В том же году стала второй на чемпионате Нидерландов в многоборье и заняла 13 место в общем зачёте на Кубке Европы в Бормио. В 1991 году на первом командном чемпионате мира в Сеуле выиграла бронзу в команде. В своём последнем сезоне 1996/97 годов попала на командный чемпионат мира в Сеуле, где вместе с командой стала 5-й.